# Kabinet-Van Agt I
Het kabinet-Van Agt I (ook bekend als Van Agt-Wiegel) was het Nederlandse kabinet van 19 december 1977 tot 11 september 1981. Het kabinet werd gevormd door de politieke partijen Christen-Democratisch Appèl (CDA) en de Volkspartij voor Vrijheid en Democratie (VVD) na de Tweede Kamerverkiezingen van 1977. Het rechtse kabinet-Van Agt I was een meerderheidskabinet dat zowel in de Eerste Kamer en Tweede Kamer kon rekenen op een geringe meerderheid. Het kabinet-Van Agt-Wiegel was het eerste kabinet waarin de confessionele partijen Anti-Revolutionaire Partij (ARP), Christelijk-Historische Unie (CHU) en Katholieke Volkspartij (KVP) deelnamen als de nieuw opgerichte fusiepartij Christen-Democratisch Appèl (CDA). Het kabinet had in de Tweede Kamer te maken met een deel van de CDA-fractie dat het kabinet alleen voorwaardelijk steunde, deze zogenoemde CDA-loyalisten volgden het kabinet tijdens de gehele periode dan ook kritisch.

## Verloop
Het kabinet krijgt te maken met grote financieel-economische problemen en oplopende werkloosheid. De financiële tegenvallers haalden, mede door het uitbreken van de Tweede Oliecrisis, de bezuinigingen steeds weer in. Daarnaast dreigen er massaontslagen bij in de probleem geraakte Nederlandse bedrijven zoals de scheepsbouwbedrijven Rijn-Schelde-Verolme (RSV) en Amsterdamsche Droogdok Maatschappij (ADM) en vrachtautofabrikant DAF. Ook de productie in de bouwsector valt terug. Om dit tegen te gaan kondigt minister van sociale zaken Wil Albeda enkele keren een loonpauze af. In 1978 stelt minister Frans Andriessen het ombuigingspakket Bestek'81 op waarin ombuigingen worden aangekondigd. Centrale punten waren de loonontwikkeling in het bedrijfsleven, ook moest de markt meer ruimte krijgen. Er werd verder ook gekort op uitkeringen en op onderwijs- en ambtenarensalarissen. Daarnaast worden studenten geconfronteerd met hogere studiekosten. Het plan stuitte op hevig verzet in de samenleving en van de uitvoerig kwam weinig tot niets terecht.
Een belangrijke beleidsbeslissing die het kabinet nam, was om structureel plannen te maken voor grootschalige bestuurlijke herindelingen van de provincies. Op 16 oktober 1978 kondigde vicepremier en minister van Binnenlandse Zaken Hans Wiegel per brief aan dat het ingediende voorstel van het vorige kabinet om over te gaan naar 17 provincies zou worden vervangen door een nieuw plan. In dit nieuw voorstel zouden Overijssel, Gelderland, Noord-Holland en Zuid-Holland in tweeën worden gedeeld en Noord-Brabant in drieën. Na verzet vanuit de provincies handhaafde minister Wiegel in 1979 alleen het voorstel tot splitsing van Zuid-Holland. In 1981 diende minister Hans Wiegel een nieuwe wetsvoorstel in voor de splitsing van Zuid-Holland, waarbij het Openbaar Lichaam Rijnmond moest worden omgevormd tot een nieuwe provincie Zuid-Holland. Het overige deel van Zuid-Holland zou de naam Midden-Holland krijgen. Ook werd er een voorstel ingediend voor een gemeentelijke herindeling van Friesland.
Het streven van minister-president Dries van Agt om de vertoning van erotische films slechts toe te staan in bioscopen met minder dan vijftig stoelen, sloot niet meer aan bij de geest van de tijd. Van Agts ethisch reveil stierf dan ook een stille dood.
In deze periode vond de troonsafstand plaats van Koningin Juliana. De inhuldiging van haar dochter Beatrix als koningin leidde in een rumoerig Amsterdam tot enorme rellen. Er deden zich enkele keren 'bijna-crises' voor, onder meer het NAVO-besluit om kruisraketten te plaatsen in West-Europa, over de regeling van abortus, en over het instellen van een olieboycot tegen Zuid-Afrika.

### Personele wijzigingen
Op 5 maart 1978 stapte minister van Defensie Roelof Kruisinga (CDA) op omdat hij vond dat het kabinet krachtiger stelling moet nemen tegen het Amerikaanse voornemen om een neutronenbom te gaan produceren. Op 8 maart 1978 werd Willem Scholten (CDA) die tot dan lid van de Raad van State was, benoemd als Kruisinga's opvolger.
Op 1 april 1979 overleed minister voor Wetenschapsbeleid Rinus Peijnenburg (CDA) onverwachts aan de gevolgen van een hartaanval op slechts 51-jarige leeftijd. Op 3 mei 1979 werd Ton van Trier, die tot dan toe werkzaam was als hoogleraar voor elektrotechniek op de Technische Hogeschool Eindhoven, benoemd als zijn opvolger. Van Trier die tot dan partijloos was, werd diezelfde maand nog lid van het CDA.
Op 22 februari 1980 trad minister van Financiën Frans Andriessen (CDA) af, omdat hij vond dat er een krachtiger bezuinigingsbeleid moet worden gevoerd. Staatssecretaris van Financiën Ad Nooteboom (CDA) verklaart zich solidair met hem en stapt ook op. Op 5 maart 1980 werd minister van Landbouw en Visserij Fons van der Stee (CDA) benoemd als minister van Financiën. Hij werd diezelfde dag opgevolgd door CDA–Tweede Kamerlid Gerrit Braks als minister van Landbouw en Visserij. Op 16 april 1980 werd Tweede Kamerlid Marius van Amelsvoort (CDA) beëdigd als staatssecretaris van Financiën.
Op 25 augustus 1980 trad minister van Defensie Willem Scholten (CDA) af, nadat hij was benoemd tot vice-president van de Raad van State. Hij werd diezelfde dag opgevolgd door voormalig Maassluis gemeenteraadslid Pieter de Geus (CDA), die tot dan werkzaam was als topambtenaar op het ministerie van Defensie.
Op 1 september 1981, tien dagen voor de beëdiging van het kabinet-Van Agt II, trad minister voor Volkshuisvesting en Ruimtelijke Ordening Pieter Beelaerts van Blokland (CDA) af nadat hij was benoemd tot burgemeester van Apeldoorn. Minister van Verkeer en Waterstaat Dany Tuijnman (VVD) nam de functie waar tot het aantreden van het nieuwe kabinet op 11 september 1981.

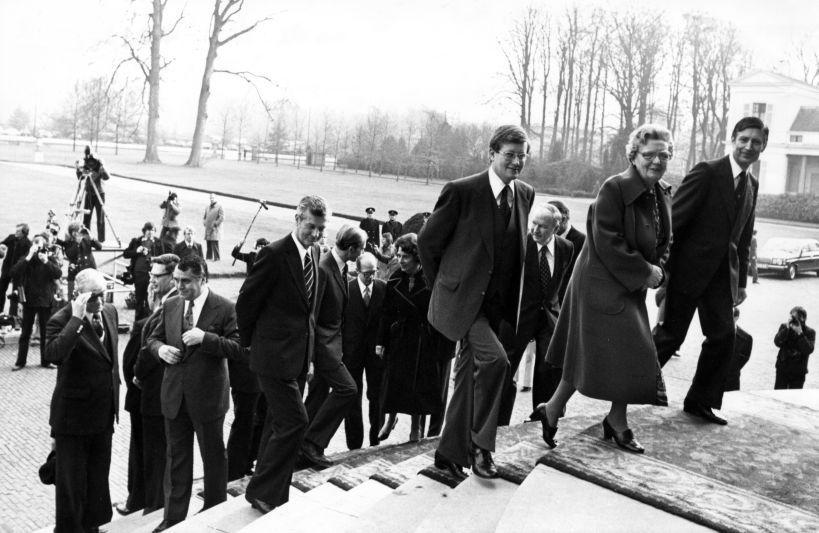
De bewindslieden van het kabinet-Van Agt I na de beëdiging bij Paleis Soestdijk op 19 december 1977.

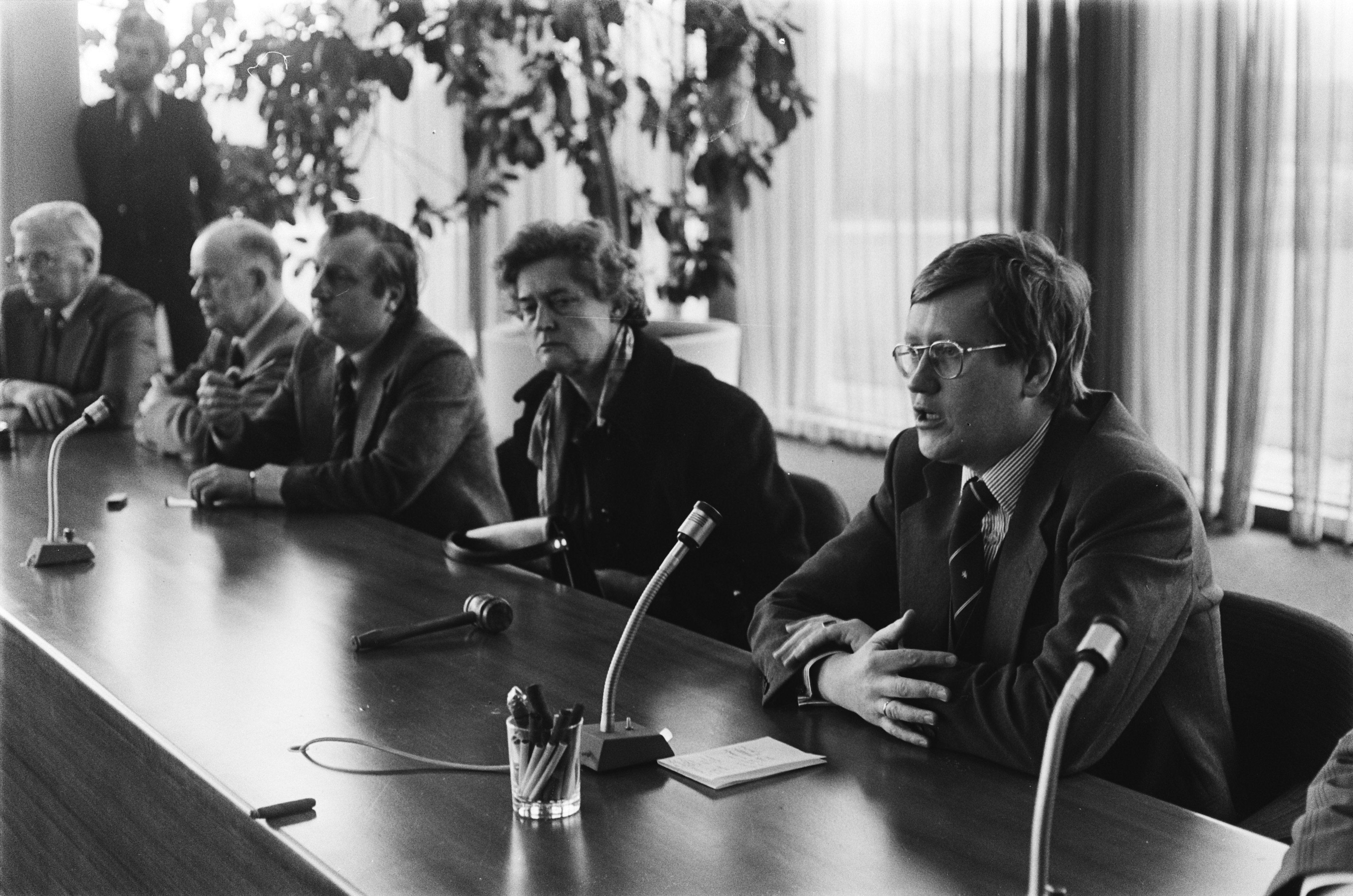
Vicepremier en minister van Binnenlandse Zaken Hans Wiegel tijdens een persconferentie na de beëindiging van de gijzeling in het provinciehuis in Assen op 15 maart 1978.

## Ambtsbekleders
| Ambtsbekleders                           | Ambtsbekleders                         | Ambtsbekleders                                              | Minister / Ministerie                        | Minister / Ministerie | Termijn                              | Partij(en) |
| ---------------------------------------- | -------------------------------------- | ----------------------------------------------------------- | -------------------------------------------- | --- | ------------------------------------ | ---------- |
|                                          | A.A.M. (Dries) van Agt                 | mr. A.A.M. (Dries) van Agt (1931–2024)                      | Minister-president / Minister                | Algemene Zaken | 19 december 1977 – 4 november 1982   | KVP        |
|                                          | A.A.M. (Dries) van Agt                 | mr. A.A.M. (Dries) van Agt (1931–2024)                      | Minister-president / Minister                | Algemene Zaken | 19 december 1977 – 4 november 1982   | CDA        |
|                                          | H. (Hans) Wiegel                       | H. (Hans) Wiegel (1941–2025)                                | Vicepremier                                  | Binnenlandse Zaken | 19 december 1977 – 11 september 1981 | VVD        |
| Minister                                 | H. (Hans) Wiegel                       | H. (Hans) Wiegel (1941–2025)                                |                                              | Binnenlandse Zaken | 19 december 1977 – 11 september 1981 | VVD        |
|                                          | Ch.A. (Chris) van der Klaauw           | dr. Ch.A. (Chris) van der Klaauw (1924–2005)                | Minister                                     | Buitenlandse Zaken | 19 december 1977 – 11 september 1981 |            |
|                                          | F.H.J.J. (Frans) Andriessen            | mr. F.H.J.J. (Frans) Andriessen (1929–2019)                 | Minister                                     | Financiën | 19 december 1977 – 22 februari 1980  | KVP        |
|                                          | G.M.V. (Gijs) van Aardenne             | drs. G.M.V. (Gijs) van Aardenne (1930–1995)                 | Minister                                     | Financiën | 22 februari 1980 – 5 maart 1980      | VVD        |
|                                          | A.P.J.M.M. (Fons) van der Stee         | mr. A.P.J.M.M. (Fons) van der Stee (1928–1999)              | Minister                                     | Financiën | 5 maart 1980 – 4 november 1982       | KVP        |
|                                          | A.P.J.M.M. (Fons) van der Stee         | mr. A.P.J.M.M. (Fons) van der Stee (1928–1999)              | Minister                                     | Financiën | 5 maart 1980 – 4 november 1982       | CDA        |
|                                          | J. (Job) de Ruiter                     | mr.dr. J. (Job) de Ruiter (1930–2015)                       | Minister                                     | Justitie | 19 december 1977 – 4 november 1982   | ARP        |
|                                          | J. (Job) de Ruiter                     | mr.dr. J. (Job) de Ruiter (1930–2015)                       | Minister                                     | Justitie | 19 december 1977 – 4 november 1982   | CDA        |
|                                          | G.M.V. (Gijs) van Aardenne             | drs. G.M.V. (Gijs) van Aardenne (1930–1995)                 | Minister                                     | Economische Zaken | 19 december 1977 – 11 september 1981 | VVD        |
|                                          | R.J.H. (Roelof) Kruisinga              | dr. R.J.H. (Roelof) Kruisinga (1922–2012)                   | Minister                                     | Defensie | 19 december 1977 – 5 maart 1978      | CHU        |
|                                          | J. (Jan) de Koning                     | drs. J. (Jan) de Koning (1926–1994)                         | Minister                                     | Defensie | 5 maart 1978 – 8 maart 1978          | ARP        |
|                                          | W. (Willem) Scholten                   | mr. W. (Willem) Scholten (1927–2005)                        | Minister                                     | Defensie | 8 maart 1978 – 25 augustus 1980      | CHU        |
|                                          | P.B.R. (Pieter) de Geus                | drs. P.B.R. (Pieter) de Geus (1929–2004)                    | Minister                                     | Defensie | 25 augustus 1980 – 11 september 1981 | CHU        |
|                                          | P.B.R. (Pieter) de Geus                | drs. P.B.R. (Pieter) de Geus (1929–2004)                    | Minister                                     | Defensie | 25 augustus 1980 – 11 september 1981 | CDA        |
|                                          | L. (Leendert) Ginjaar                  | dr. L. (Leendert) Ginjaar (1928–2003)                       | Minister                                     | Volksgezondheid en Milieuhygiëne | 19 december 1977 – 11 september 1981 | VVD        |
|                                          | W. (Wil) Albeda                        | dr. W. (Wil) Albeda (1925–2014)                             | Minister                                     | Sociale Zaken | 19 december 1977 – 11 september 1981 | ARP        |
|                                          | W. (Wil) Albeda                        | dr. W. (Wil) Albeda (1925–2014)                             | Minister                                     | Sociale Zaken | 19 december 1977 – 11 september 1981 | CDA        |
|                                          | A. (Arie) Pais                         | dr. A. (Arie) Pais (1930–2022)                              | Minister                                     | Onderwijs en Wetenschappen | 19 december 1977 – 11 september 1981 | VVD        |
|                                          | D.S. (Dany) Tuijnman                   | ir. D.S. (Dany) Tuijnman (1915–1992)                        | Minister                                     | Verkeer en Waterstaat | 19 december 1977 – 11 september 1981 | VVD        |
|                                          | A.P.J.M.M. (Fons) van der Stee         | mr. A.P.J.M.M. (Fons) van der Stee (1928–1999)              | Minister                                     | Landbouw en Visserij | 1 november 1973 – 5 maart 1980       | KVP        |
|                                          | G.J.M. (Gerrit) Braks                  | ir. G.J.M. (Gerrit) Braks (1933–2017)                       | Minister                                     | Landbouw en Visserij | 5 maart 1980 – 11 september 1981     | KVP        |
|                                          | G.J.M. (Gerrit) Braks                  | ir. G.J.M. (Gerrit) Braks (1933–2017)                       | Minister                                     | Landbouw en Visserij | 5 maart 1980 – 11 september 1981     | CDA        |
|                                          | P.A.C. (Pieter) Beelaerts van Blokland | jhr.drs. P.A.C. (Pieter) Beelaerts van Blokland (1932–2021) | Minister                                     | Volkshuisvesting en Ruimtelijke Ordening | 19 december 1977 – 1 september 1981  | CHU        |
|                                          | P.A.C. (Pieter) Beelaerts van Blokland | jhr.drs. P.A.C. (Pieter) Beelaerts van Blokland (1932–2021) | Minister                                     | Volkshuisvesting en Ruimtelijke Ordening | 19 december 1977 – 1 september 1981  | CDA        |
|                                          | D.S. (Dany) Tuijnman                   | ir. D.S. (Dany) Tuijnman (1915–1992)                        | Minister                                     | Volkshuisvesting en Ruimtelijke Ordening | 1 september 1981 – 11 september 1981 | VVD        |
|                                          | M.H.M.F. (Til) Gardeniers-Berendsen    | M.H.M.F. (Til) Gardeniers- Berendsen (1925–2019)            | Minister                                     | Cultuur, Recreatie en Maatschappelijk Werk | 19 december 1977 – 11 september 1981 | KVP        |
|                                          | M.H.M.F. (Til) Gardeniers-Berendsen    | M.H.M.F. (Til) Gardeniers- Berendsen (1925–2019)            | Minister                                     | Cultuur, Recreatie en Maatschappelijk Werk | 19 december 1977 – 11 september 1981 | CDA        |
| Ambtsbekleders                           | Ambtsbekleders                         | Ambtsbekleders                                              | Minister / Portefeuille / Ministerie         | Minister / Portefeuille / Ministerie | Termijn                              | Partij     |
|                                          | A.P.J.M.M. (Fons) van der Stee         | mr. A.P.J.M.M. (Fons) van der Stee (1928–1999)              | Minister                                     | • Nederlands- Antilliaanse Zaken (Binnenlandse Zaken) | 19 december 1977 – 11 september 1981 | KVP        |
|                                          | A.P.J.M.M. (Fons) van der Stee         | mr. A.P.J.M.M. (Fons) van der Stee (1928–1999)              | Minister                                     | • Nederlands- Antilliaanse Zaken (Binnenlandse Zaken) | 19 december 1977 – 11 september 1981 | CDA        |
|                                          | J. (Jan) de Koning                     | drs. J. (Jan) de Koning (1926–1994)                         | Minister                                     | • Ontwikkelings- samenwerking (Buitenlandse Zaken) | 19 december 1977 – 11 september 1981 | ARP        |
|                                          | J. (Jan) de Koning                     | drs. J. (Jan) de Koning (1926–1994)                         | Minister                                     | • Ontwikkelings- samenwerking (Buitenlandse Zaken) | 19 december 1977 – 11 september 1981 | CDA        |
|                                          | M.W.J.M. (Rinus) Peijnenburg           | drs. M.W.J.M. (Rinus) Peijnenburg (1928–1979)               | Minister                                     | • Wetenschaps- beleid (Onderwijs en Wetenschappen) | 19 december 1977 – 1 april 1979      | KVP        |
|                                          | L. (Leendert) Ginjaar                  | dr. L. (Leendert) Ginjaar (1928–2003)                       | Minister                                     | • Wetenschaps- beleid (Onderwijs en Wetenschappen) | 1 april 1979 – 3 mei 1979            | VVD        |
|                                          | A.A.Th.M. (Ton) van Trier              | dr.ir. A.A.Th.M. (Ton) van Trier (1926–1983)                | Minister                                     | • Wetenschaps- beleid (Onderwijs en Wetenschappen) | 3 mei 1979 – 11 september 1981       | O          |
|                                          | A.A.Th.M. (Ton) van Trier              | dr.ir. A.A.Th.M. (Ton) van Trier (1926–1983)                | Minister                                     | • Wetenschaps- beleid (Onderwijs en Wetenschappen) | 3 mei 1979 – 11 september 1981       | KVP        |
|                                          | A.A.Th.M. (Ton) van Trier              | dr.ir. A.A.Th.M. (Ton) van Trier (1926–1983)                | Minister                                     | • Wetenschaps- beleid (Onderwijs en Wetenschappen) | 3 mei 1979 – 11 september 1981       | CDA        |
| Ambtsbekleders                           | Ambtsbekleders                         | Ambtsbekleders                                              | Staatssecretaris / Portefeuille / Ministerie | Staatssecretaris / Portefeuille / Ministerie | Termijn                              | Partij     |
|                                          | H.E. (Henk) Koning                     | mr. H.E. (Henk) Koning (1933–2016)                          | Staatssecretaris                             | • Rijksdienst • Lokale Overheids- aangelegenheden (Binnenlandse Zaken) | 28 december 1977 – 11 september 1981 | VVD        |
|                                          | D.F. (Durk) van der Mei                | drs. D.F. (Durk) van der Mei (1924–2018)                    | Staatssecretaris                             | • Europese Zaken (Buitenlandse Zaken) | 28 december 1977 – 11 september 1981 | CHU        |
|                                          | D.F. (Durk) van der Mei                | drs. D.F. (Durk) van der Mei (1924–2018)                    | Staatssecretaris                             | • Europese Zaken (Buitenlandse Zaken) | 28 december 1977 – 11 september 1981 | CDA        |
|                                          | A. (Ad) Nooteboom                      | mr. A. (Ad) Nooteboom (1928–2023)                           | Staatssecretaris                             | • Fiscale Zaken (Financiën) | 28 december 1977 – 22 februari 1980  | CHU        |
|                                          | M.J.J. (Marius) van Amelsvoort         | drs. M.J.J. (Marius) van Amelsvoort (1930–2006)             | Staatssecretaris                             | • Fiscale Zaken (Financiën) | 16 april 1980 – 11 september 1981    | KVP        |
|                                          | M.J.J. (Marius) van Amelsvoort         | drs. M.J.J. (Marius) van Amelsvoort (1930–2006)             | Staatssecretaris                             | • Fiscale Zaken (Financiën) | 16 april 1980 – 11 september 1981    | CDA        |
|                                          | E.A. (Bert) Haars                      | mr. E.A. (Bert) Haars (1913–1997)                           | Staatssecretaris                             | • Integratie • Immigratie • Asielzaken • Vreemdelingenzaken • Privacybeleid • Privaatrecht • Personen- en Familierecht • Jeugdbescherming • Internationaal Recht • Gevangeniswezen • Rehabilitatie (Justitie) | 28 december 1977 – 11 september 1981 | CHU        |
|                                          | E.A. (Bert) Haars                      | mr. E.A. (Bert) Haars (1913–1997)                           | Staatssecretaris                             | • Integratie • Immigratie • Asielzaken • Vreemdelingenzaken • Privacybeleid • Privaatrecht • Personen- en Familierecht • Jeugdbescherming • Internationaal Recht • Gevangeniswezen • Rehabilitatie (Justitie) | 28 december 1977 – 11 september 1981 | CDA        |
|                                          | Th.M. (Ted) Hazekamp                   | Th.M. (Ted) Hazekamp (1926–1987)                            | Staatssecretaris                             | • Midden- en Kleinbedrijf • Regionaal Economisch Beleid • Consumentenbeleid • Toerisme (Economische Zaken) | 28 december 1977 – 11 september 1981 | KVP        |
|                                          | Th.M. (Ted) Hazekamp                   | Th.M. (Ted) Hazekamp (1926–1987)                            | Staatssecretaris                             | • Midden- en Kleinbedrijf • Regionaal Economisch Beleid • Consumentenbeleid • Toerisme (Economische Zaken) | 28 december 1977 – 11 september 1981 | CDA        |
|                                          | K.H. (Has) Beyen                       | mr. K.H. (Has) Beyen (1923–2002)                            | Staatssecretaris                             | • Internationale Handel • Exportbevordering (Economische Zaken) | 9 januari 1978 – 11 september 1981   | VVD        |
|                                          | C.L.J. (Cees) van Lent                 | C.L.J. (Cees) van Lent (1922–2000)                          | Staatssecretaris                             | • Personeelsbeleid (Defensie) | 11 maart 1974 – 11 september 1981    | KVP        |
|                                          | C.L.J. (Cees) van Lent                 | C.L.J. (Cees) van Lent (1922–2000)                          | Staatssecretaris                             | • Personeelsbeleid (Defensie) | 11 maart 1974 – 11 september 1981    | CDA        |
|                                          | W.F. (Wim) van Eekelen                 | dr. W.F. (Wim) van Eekelen (1931–2025)                      | Staatssecretaris                             | • Materieelvoorzieningen • Juridische Zaken (Defensie) | 20 januari 1978 – 11 september 1981  | VVD        |
|                                          | E. (Els) Veder-Smit                    | mr. E. (Els) Veder-Smit (1921–2020)                         | Staatssecretaris                             | • Medische Ethiek • Voedselkwaliteit (Volksgezondheid en Milieuhygiëne) | 3 januari 1978 – 11 september 1981   | VVD        |
|                                          | L. (Louw) de Graaf                     | L. (Louw) de Graaf (1930–2020)                              | Staatssecretaris                             | • Sociale Zekerheid • Arbeidsomstandigheden (Sociale Zaken) | 28 december 1977 – 11 september 1981 | ARP        |
|                                          | L. (Louw) de Graaf                     | L. (Louw) de Graaf (1930–2020)                              | Staatssecretaris                             | • Sociale Zekerheid • Arbeidsomstandigheden (Sociale Zaken) | 28 december 1977 – 11 september 1981 | CDA        |
|                                          | K. (Klaas) de Jong Ozn.                | drs. K. (Klaas) de Jong Ozn. (1926–2011)                    | Staatssecretaris                             | • Algemeen Voortgezet Onderwijs • Voorbereidend Wetenschappelijk Onderwijs • Technisch Onderwijs • Beroepsgericht Onderwijs (Onderwijs en Wetenschappen)                                                      | 1 september 1975 – 11 september 1981 | ARP        |
|                                          | K. (Klaas) de Jong Ozn.                | drs. K. (Klaas) de Jong Ozn. (1926–2011)                    | Staatssecretaris                             | • Algemeen Voortgezet Onderwijs • Voorbereidend Wetenschappelijk Onderwijs • Technisch Onderwijs • Beroepsgericht Onderwijs (Onderwijs en Wetenschappen)                                                      | 1 september 1975 – 11 september 1981 | CDA        |
|                                          | A.J. (Ad) Hermes                       | A.J. (Ad) Hermes (1929–2002)                                | Staatssecretaris                             | • Basisonderwijs • Verzorgingsstructuur (Onderwijs en Wetenschappen) | 9 januari 1978 – 9 september 1981    | KVP        |
|                                          | A.J. (Ad) Hermes                       | A.J. (Ad) Hermes (1929–2002)                                | Staatssecretaris                             | • Basisonderwijs • Verzorgingsstructuur (Onderwijs en Wetenschappen) | 9 januari 1978 – 9 september 1981    | CDA        |
|                                          | N. (Neelie) Smit-Kroes                 | drs. N. (Neelie) Smit-Kroes (1941)                          | Staatssecretaris                             | • Wegverkeer • Openbaar Vervoer • Luchtvaart • Spoorwegen • Scheepvaart • Waterbeleid • PTT • KNMI (Verkeer en Waterstaat)                                                                                    | 28 december 1977 – 11 september 1981 | VVD        |
|                                          | G.Ph. (Gerrit) Brokx                   | mr. G.Ph. (Gerrit) Brokx (1933–2002)                        | Staatssecretaris                             | • Volkshuisvesting (Volkshuisvesting en Ruimtelijke Ordening) | 28 december 1977 – 11 september 1981 | KVP        |
|                                          | G.Ph. (Gerrit) Brokx                   | mr. G.Ph. (Gerrit) Brokx (1933–2002)                        | Staatssecretaris                             | • Volkshuisvesting (Volkshuisvesting en Ruimtelijke Ordening) | 28 december 1977 – 11 september 1981 | CDA        |
|                                          | J.G. (Jeltien) Kraaijeveld-Wouters     | J.G. (Jeltien) Kraaijeveld- Wouters (1932–2025)             | Staatssecretaris                             | • Bijstandszaken • Emancipatiebeleid (Cultuur, Recreatie en Maatschappelijk Werk) | 28 december 1977 – 9 september 1981  | ARP        |
|                                          | J.G. (Jeltien) Kraaijeveld-Wouters     | J.G. (Jeltien) Kraaijeveld- Wouters (1932–2025)             | Staatssecretaris                             | • Bijstandszaken • Emancipatiebeleid (Cultuur, Recreatie en Maatschappelijk Werk) | 28 december 1977 – 9 september 1981  | CDA        |
|                                          | G.Ch. (Gerard) Wallis de Vries         | G.Ch. (Gerard) Wallis de Vries (1936–2018)                  | Staatssecretaris                             | • Maatschappelijke Dienstverlening • Cultuurbeleid • Kunstbeleid • Sport • Natuurbehoud • Recreatie (Cultuur, Recreatie en Maatschappelijk Werk)                                                              | 4 januari 1978 – 11 september 1981   | VVD        |
| Bron: Kabinet-Van Agt I Rijksoverheid.nl |                                        |                                                             |                                              | |                                      |            |

## Kabinetsformatie
- Tweede Kamerverkiezingen 1977: 25 mei 1977
- Beëdiging kabinet: 19 december 1977
- Duur formatie: 208 dagen
- Formateur
  - Joop den Uyl (PvdA), (1 juni 1977 – 15 juli 1977) 45 dagen
- Informateur
  - Wil Albeda (CDA), (20 juli 1977 – 26 juli 1977) 7 dagen
- Formateur
  - Joop den Uyl (PvdA), (27 juli 1977 – 25 augustus 1977) 30 dagen
- Informateur
  - Gerard Veringa (CDA), (26 augustus 1977 – 1 september 1977) 7 dagen
- Formateurs
  - Joop den Uyl (PvdA), (2 september 1977 – 6 oktober 1977) 35 dagen
  - Gerard Veringa (CDA), (2 september 1977 – 6 oktober 1977) 35 dagen
- Informateurs
  - Koos Verdam (CDA), (11 oktober 1977 – 25 oktober 1977) 15 dagen
  - Maarten Vrolijk (PvdA), (11 oktober 1977 – 25 oktober 1977) 15 dagen
- Formateur
  - Joop den Uyl (PvdA), (26 oktober 1977 – 4 november 1977) 10 dagen
- Informateur
  - Wim van der Grinten (CDA), (8 november 1977 – 6 december 1977) 29 dagen
- Formateur
  - Dries van Agt (CDA), (8 december 1977 – 18 december 1977) 10 dagen

De lange duur van de formatie van 1977 was al een aanwijzing voor de grote politieke problemen van dat jaar. De verkiezingsuitslag leek de grote winnaars PvdA en CDA tot samenwerking te veroordelen. Maar de breuk op de valreep van het kabinet-Den Uyl had diepe wonden achtergelaten. De formatie van het tweede kabinet-Den Uyl strandde ten slotte toen formateur Joop den Uyl zijn opdracht teruggaf omdat er geen overeenstemming bereikt kon worden over de ministerskandidaten, ondanks een tot stand gekomen regeerakkoord tussen Partij van de Arbeid (PvdA), Christen-Democratisch Appèl (CDA) en de Democraten 66 (D'66).
De verkiezingsuitslag liet echter ook de mogelijkheid open van een CDA–VVD kabinet, zij het met een minimale meerderheid (77 van de 150 zetels). Die optie werd nu onderzocht, na een etentje van CDA-leider Dries van Agt met VVD–voorman Hans Wiegel in restaurant Le Bistroquet. Van dit samenzijn is een later legendarische persfoto gemaakt door een journalist van het weekblad Vrij Nederland.